# Richard Förtsch
Karl Wilhelm Richard Förtsch (* 23. Oktober 1837 in Naumburg (Saale); † 23. Oktober 1916) war ein Senatspräsident am Reichsgericht. 

## Leben
1863 trat er als Gerichtsassessor in den Preußischen Justizdienst ein. 1867 war Förtsch Kreisrichter. Er war bis 1871 zweimaliger Kriegsteilnehmer. Förtsch  arbeitete nach der Annexion 1871 in Elsaß-Lothringen als Landgerichtsrat in Zabern. 1887 wurde er Kammerpräsident beim Landgericht in  Metz. Er stieg dann vom Landgerichtsdirektor (1879) über den Oberlandesgerichtsrat in Colmar (1881) zum Ministerialrat im Ministerium für Elsaß-Lothringen (1889) auf. 1890 kam er an das Reichsgericht als Elsaß-Lothringer. Förtsch gehörte acht Jahre als Reichsgerichtsrat dem 2. Zivilsenat an, der für die linksrheinischen Gebiete zuständig war. Seine rechtsvergleichende Darstellung des Code civil (der bis 1900 in der linksrheinischen Gebieten gültig war) mit dem BGB ist eine Frucht dieser Arbeit. 1902 wurde Förtsch auf Vorschlag des Reichsjustizamts Senatspräsident des 2. Zivilsenats. 1910 ging er in Pension.

## Ehrungen
- Exzellenz
- Wirklicher Geheimer Rat
- Ehrendoktor der Universität Leipzig

## Werke
- Vergleichende Darstellung des Code civil und des Bürgerlichen Gesetzbuches für das Deutsche Reich, 2. Auflage, Berlin 1899, (Neudruck 1997) Digitalisat.

- Vergleichende Darstellung des Code civil und des Bürgerlichen Gesetzbuches für das Deutsche Reich, Berlin 1897  MPIER-Digitalisat.

- Die Reichsgesetze, betreffend die privatrechtlichen Verhältnisse der Binnenschiffahrt u. der Flößerei : in der am 1. Januar 1900 in Wirksamkeit tretenden Fassung;nebst den ergänzenden Vorschriften der Gewerbeordnung und des Handelsgesetzbuchs, 2. Auflage, Leipzig 1900 MPIER-Digitalisat.

- Gesetz, betreffend die Gesellschaften mit beschränkter Haftung, in der am 1. Januar in Wirksamkeit tretenden Fassung, 2. Aufl. Leipzig 1899 MPIER-Digitalisat.

## Quelle
- Eugen Meyn: † Richard Förtsch. In: Deutsche Juristen-Zeitung. 21. Jahrg, Nr. 23/24 (1916), S. 1144.
- Heinrich Koenige: Reichsgerichtssenatspräsident a. D. Dr. h. c. Förtsch, Exz., Das Recht, Jahrgang XXI (1917), Sp. 34.
- Heinrich Koenige: Senatspräsident Dr. Förtsch, Das recht, Jahrgang XIV (1910), Sp. 439.